# Dan O'Connell
Dan O'Connell (nacido en la década de 1950) es un director de cine pornográfico. Es el presidente  y cofundador del estudio cinematográfico de cine lésbico pornográfico Girlfriends Films. Él y el cofundador Moose (quien trabaja como vicepresidente) crearon el estudio en 2002, y O'Connell escribe y dirige el 95 % de las películas para el estudio.

## Premios y nominaciones
| Año  | Ceremonia  | Categoría                  | Trabajo          | Resultado |
| ---- | ---------- | -------------------------- | ---------------- | --------- |
| 2012 | XBIZ       | Hombre del Año             |                  |           |
| 2015 | NightMoves | Logro de una Vida Nacional | Gilfriends Films |           |